# Dietersdorf (Gemeinde Fohnsdorf)
Dietersdorf ist ein Ort auf dem Gebiet der gleichnamigen Katastralgemeinde der Gemeinde Fohnsdorf. Er liegt im politischen Bezirk Murtal sowie im Gerichtsbezirk Judenburg in der Obersteiermark und befindet sich im Aichfeld.

## Geographie

### Geographische Lage
Dietersdorf liegt im Aichfeld, einem Becken im obersteirischen Murtal im Westen der Gemeinde Fohnsdorf.

### Nachbarorte
|             | Gaal                                        |            |
| Kumpitz     | Kompassrose, die auf Nachbargemeinden zeigt | Fohnsdorf  |
| Ritzersdorf | Wasendorf                                   | Hetzendorf |

### Berge und Gewässer
Im Norden der Ortschaft befindet sich der Dietersdorfer Graben, und westlich davon der Schlapfkogel. Die höchste Erhebung bildet die Gaaler Höhe mit 1539 Metern, unter der sich auf ca. 1517 Meter ein Schutzhaus namens „Fohnsdorfer Hütte“ befindet. Im Dietersdorfer Graben fließt der Dietersdorfer Bach, der in den Pölsbach mündet.

## Geschichte

### Mittelalter
Auf einer Anhöhe über dem heutigen Ort lag im Mittelalter ein Edelhof. Ursprünglich war er im Besitz Dietmars von Lungau, der auch die Siedlung gegründet haben dürfte, die auch nach ihm benannt wurde.
Das früheste Schriftzeugnis ist von 1130/35 und lautet „Dietrichsdorf“.
Um das Jahr 1150 wurde der Hof an das Stift Admont verschenkt. Über diese Schenkung gab es Streitigkeiten mit dem Erzbischof von Salzburg, der wohl der ursprüngliche Besitzer des Hofes war. Danach wurden im Jahre 1310 die Brüder Friedrich und Hermann Grafen von Heunburg belehnt, diese verliehen den Hof an kleinere Rittergeschlechter weiter. So bekam den Hof 1310 Albrecht den Landschreiber, 1324 Rudolf von Fohnsdorf, der ihn an einen Judenburger Bürger verkaufte. Über ihn kam er 1349 an Ortholf den Chren (Krenn), dieser nannte sich danach „von Dietersdorf“. Ab dem 14. Jahrhundert dürfte der Hof schließlich auf Bauern aufgeteilt worden sein.

## Wirtschaft und Infrastruktur

### Verkehr
Die Linien 2 (Fohnsdorf–Judenburg) und 3 (Fohnsdorf–Knittelfeld) des Regionalbusses Aichfeld führen durch Dietersdorf. Es gibt drei Haltestellen.

### Ansässige Unternehmen
Folgende Unternehmen sind in Dietersdorf ansässig:
| Name                                                | Branche(n)/Tätigkeitsbereich(e) | Anmerkung(en)                                                                                   | Quelle(n) |
| --------------------------------------------------- | ------------------------------- | ----------------------------------------------------------------------------------------------- | --------- |
| Auto Feeberger KFZ-Repatatur- und Handelsges.m.b.H. | Autohändler                     | 1988 gegründet, ca. 19 Mitarbeiter                                                              | [ 6 ]     |
| Bäckerei Café Wildbacher KG                         | Konditorei                      | 1965 gegründet                                                                                  | [ 8 ]     |
| Elektro – Hörl Gesellschaft m.b.H. & Co. KG         | Elektrohandel                   | 1949 gegründet, Teil von Red Zac (österreichische Organisation von Euronics International Ltd.) | [ 9 ]     |
| Gasthaus Gorferwirt                                 | Gasthaus                        |                                                                                                 | [ 10 ]    |
| Gasthaus Pretzenbacher                              | Gasthaus                        |                                                                                                 | [ 11 ]    |
| Günter Pirker e.U.                                  | Dachdeckerei, Spenglerei        |                                                                                                 | [ 12 ]    |
| Karosserie Lozej GmbH                               | Autowerkstatt                   | 1974 gegründet                                                                                  | [ 13 ]    |
| Steinberger Bau GesmbH                              | Bauunternehmen                  | ca. 1977 gegründet, 15 Mitarbeiter                                                              | [ 15 ]    |

Weiters betrieb die Supermarktkette Zielpunkt GmbH eine Filiale in Dietersdorf.

### Bildung
In Dietersdorf gibt es eine Volksschule, in der ca. 16 Schüler pro Klasse unterrichtet werden. Das 1973 gegründete und 180 Mitarbeiter umfassende Schulungszentrum Fohnsdorf liegt ebenfalls in Dietersdorf. Angeboten wird u. a. berufliche Weiterbildung und Umschulung, ca. 1500 Personen nutzen das Angebot jährlich.